# Eberbach (Mergbach)
Der Eberbach ist ein gut viereinhalb Kilometer langer linker und nordwestlicher Zufluss des Mergbaches.

## Geographie

### Verlauf
Der Eberbach entspringt im Odenwald in zwei Quellästen auf einer Höhe von etwa 504 m ü. NHN in einem Mischwaldgebiet des Rodensteiner Burgwaldes, westlich von Reichelsheim, am Südhang des Rimdidim (498,5 m ü. NHN). Nach der Vereinigung der beiden Quelläste fließt er in südwestlicher Richtung durch den Wald und wechselt dann in eine Grünlandzone. Dort erhält er Zufluss von einem kleinen Waldbach. Sein Lauf führt jetzt westwärts durch eine Wiesenlandschaft. Nachdem er durch zwei Wiesenbäche gestärkt wurde, ändert er seine Fließrichtung nach Südwesten. Kurz bevor er den Nordrand von Reichelsheim erreicht, wird er durch einen weiteren Wiesenbach gespeist. In Reichelsheim verschwindet er verrohrt in den Untergrund und mündet schließlich westlich der Konrad-Adenauer-Allee  auf einer Höhe von etwa 211 m ü. NHN in den Mergbach.

### Flusssystem Gersprenz
- Fließgewässer im Flusssystem Gersprenz